# Давтян, Джульетта Михайловна
Джульетта Михайловна Давтян (род. 24 июня 1988) — российская самбистка и дзюдоистка, победительница (2007) и бронзовый призёр (2007, 2009, 2010) первенств России по дзюдо среди молодёжи, серебряный призёр чемпионата России по самбо 2012 года, серебряный призёр чемпионата России по дзюдо 2013 года, бронзовый призёр Кубка России по дзюдо 2017 года, мастер спорта России. По дзюдо выступала в тяжёлой (свыше 78 кг) и абсолютной весовых категориях.

## Спортивные результаты
- Первенство России по дзюдо среди молодёжи 2007 (свыше 78 кг) — ;
- Первенство России по дзюдо среди молодёжи 2007 (абсолютная категория) — ;
- Первенство России по дзюдо среди молодёжи 2009 — ;
- Первенство России по дзюдо среди молодёжи 2010 — ;
- Чемпионат России по самбо среди женщин 2012 — ;
- Чемпионат России по дзюдо 2013 — ;
- Кубок России по дзюдо 2017 — ;

### Этапы Кубка Европы
- Оренбург, 2011 год — 5 место;
- Оренбург, 2013 год — ;
- Устер, 2015 год — ;